# Karen Marie Løwert
Karen Marie Løwert, född 18 augusti 1914, död 4 februari 2002, var en dansk skådespelerska.

## Rollista i urval
- 1937 – Det begyndte ombord
- 1939 – Genboerne
- 1942 – Frk. Vildkat
- 1942 – Når bønder elsker
- 1950 – Café Paradis
- 1959 – Onkel Bill fra New York
- 1964 – 490 - sex
- 1966 – Det var en gång ett krig
- 1969 – Den ståndaktige soldaten
- 1981 – Slingervalsen